# Елагино (Марий Эл)
Елагино (мар. Ялагин) — упразднённая деревня в Волжском районе Республики Марий Эл (Россия). Входила в состав Эмековского сельского поселения. В 2023 году включена в состав села Эмеково.

## География и этимология
Находится в 5 километрах (5,5 км по автодорогам) к востоку от центра поселения — села Эмеково. Расстояние до Волжска — 16 км (23 км по автодорогам) на юго-запад.
По данным И. С. Галкина и О. П. Воронцовой, название произошло от личного имени Ялага.

## История
Обозначена на карте конца XVIII века как выселок из деревни Азакбеляк.
В «Списке населённых мест Российской империи», изданном по данным 1859 года, населённый пункт упомянут как казённый околоток Ялагин 2-го стана Чебоксарского уезда Казанской губернии, при колодцах, расположенный в 88 верстах от уездного города Чебоксары. Здесь насчитывалось 6 дворов и проживало 44 жителя (16 мужчин и 28 женщин).
В 1889 году околоток Елагин входил в состав Помарской волости Чебоксарского уезда. В 1907 году в нём проживало 57 человек.
В 1923 году в деревне Елагино Помарской волости Краснококшайского кантона находилось 13 дворов, проживало 65 человек. В 1926 году в деревне Елагино Кукшенерского сельсовета Звениговского кантона в 15 дворах проживали 70 марийцев и 9 русских.
Во время коллективизации несколько хозяйств вошли в состав колхоза «Дружный» (дер. Челыкино), образовав третью бригаду. В 1940 году в деревне Кукшенерского сельсовета Сотнурского района жило 116 человек. После войны 3-я бригада (дер. Елагино) вышла из колхоза и организовала отдельный колхоз «9 Мая», к 1952 году вошедший в состав укрупнённого колхоза «Новая жизнь» (с 1970 года — совхоз «Эмековский») с центром в селе Эмеково.
В 1980 году в деревне Елагино Эмековского сельсовета Волжского района имелось 21 хозяйство, проживали 44 мужчины и 53 женщины, большинство составляли марийцы.
Было электричество, население пользовалось водой из водопроводной колонки, газом из баллонов. 13 домов были дореволюционной постройки.
В 1988 году в деревне проживали 64 человека.

## Население
| 2002 | 2010 |
| ---- | ---- |
| 34   | ↗48  |

В 2003 году по данным текущего учёта в деревне проживало 69 человек в 23 дворах (в основном пенсионеры, большинство — марийцы), согласно переписи 2002 года — 34 человека (16 мужчин, 18 женщин, марийцы — 100 %). По переписи 2010 года — 48 человек (22 мужчины, 26 женщин).

## Инфраструктура
Жители деревни в основном работают на птицефабрике посёлка Приволжский, в ГУП "Совхоз «Эмековский» и на предприятиях городов Волжска, Зеленодольска и Казани. Жители деревни в своих хозяйствах содержат домашний скот, занимаются выращиванием картофеля, овощей, фруктов и ягод. Есть водопровод. В деревне 2 кирпичных дома, остальные — деревянные, в домах печное отопление; по деревне проходит грунтовая дорога, до ближайшей автобусной остановки 500 метров.